# 白井藩

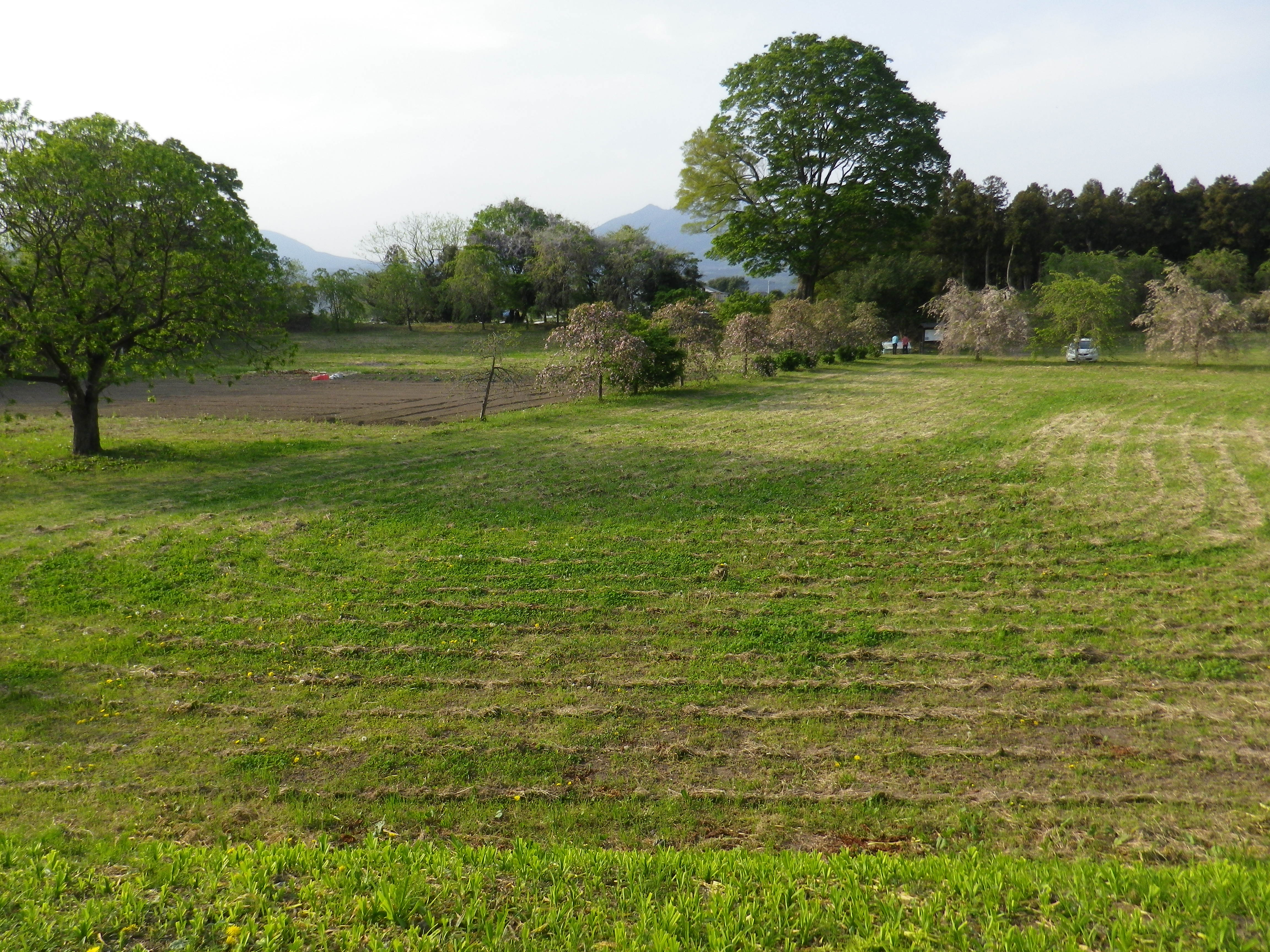
白井城址

白井藩（しろいはん）は、上野国群馬郡の白井城（現在の群馬県渋川市白井）を居城として、徳川家康の関東入国時に成立し、江戸時代前期まで存在した藩。

## 歴史

### 前史
室町時代、長尾氏の一族が白井城を拠点とし、この系統は「白井長尾家」と呼ばれる。白井長尾家は長尾景仲・景信のときに関東管領山内上杉氏の家宰となって重きをなした。この時代の白井では中世城下町が形成され、雙林寺が創建されるなど、文化的にも充実を見せた。
景信の子・長尾景春は山内上杉家に対して反旗を翻し（長尾景春の乱）、これに対し関東管領上杉顕定は白井城に入って対抗した。戦国期の白井長尾家は上野国の代表的な国衆の一つとして存在し、その支配領域は「白井領」の名で呼ばれるようになった。白井城は諸勢力の攻防の争点となった。
最終的に白井長尾家は小田原北条家に従属し、天正18年（1590年）の豊臣秀吉による小田原征伐を迎えることになる。白井城は前田利家・上杉景勝の攻撃の前に落城し、白井長尾家は没落した。

### 徳川家康の関東入国と白井藩の成立

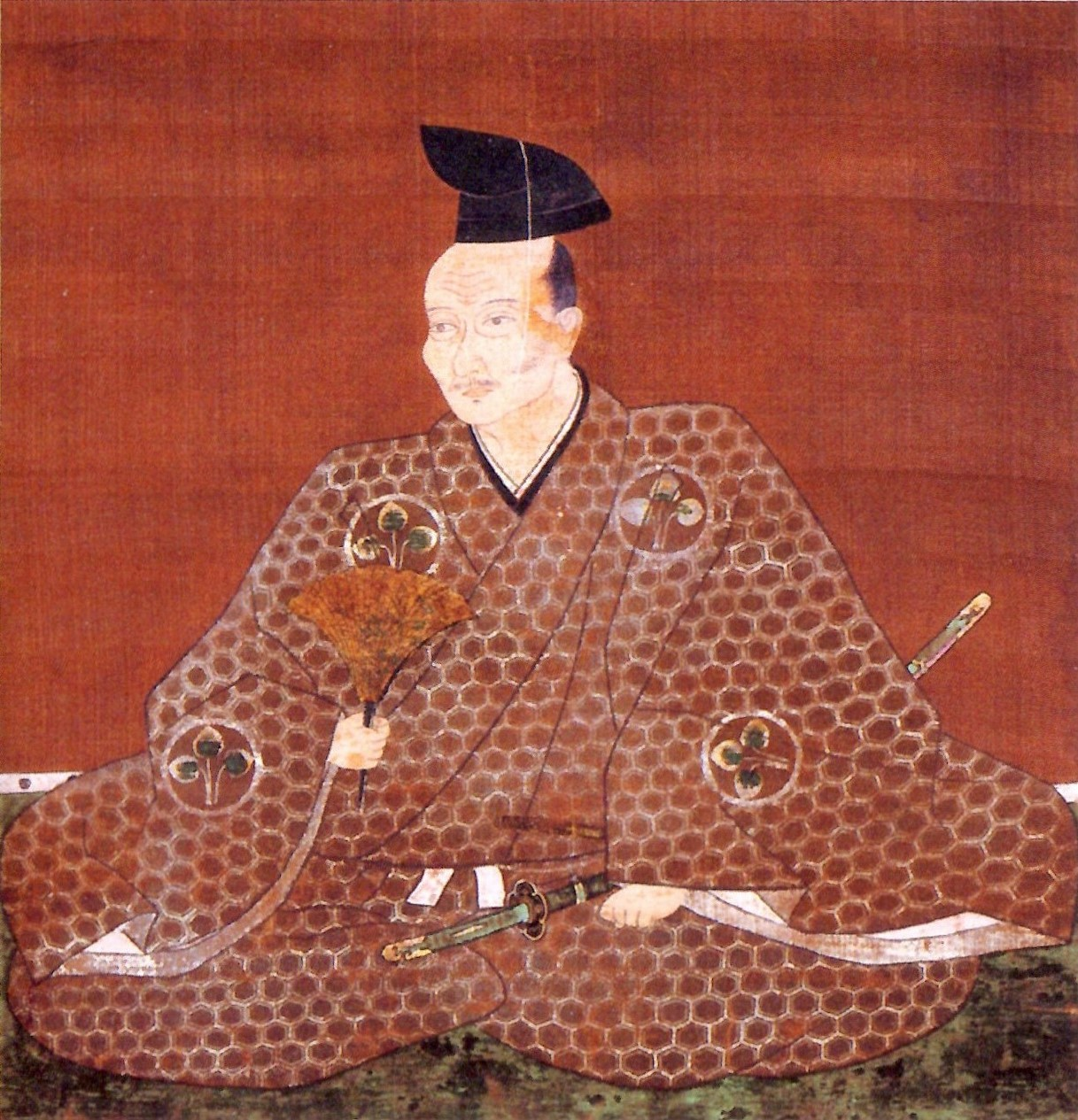
本多康重

天正18年（1590年）、関東に入国した徳川家康は、本多康重に白井領2万石を与え、康重は白井城を居城とした。これによって白井藩が立藩したとみなされる。
康重の父・本多広孝は天正5年（1577年）に家督を康重に譲って隠居の身になっていたものの、隠居領を保有して合戦に参加するなど、活動を続けていた。『寛政重修諸家譜』の記述では、康重の項で「上野国のうちにをいて二万石をたまはり白井城に住す」とある一方で、広孝の項にも上野白井で隠居領1万2500石余を与えられたとある。こうしたことから、広孝・康重父子に白井領が与えられたと叙述されることもある。
康重は城下に源空寺を創建した。慶長元年（1596年）に没した広孝は源空寺に葬られた。
康重は慶長5年（1600年）の関ヶ原の戦いで徳川秀忠軍に属して上田城の真田昌幸との戦いに参加し、西上に際しては殿軍を務めた。その武功によって、翌慶長6年（1601年）2月に三河国岡崎藩5万石へ加増移封された。

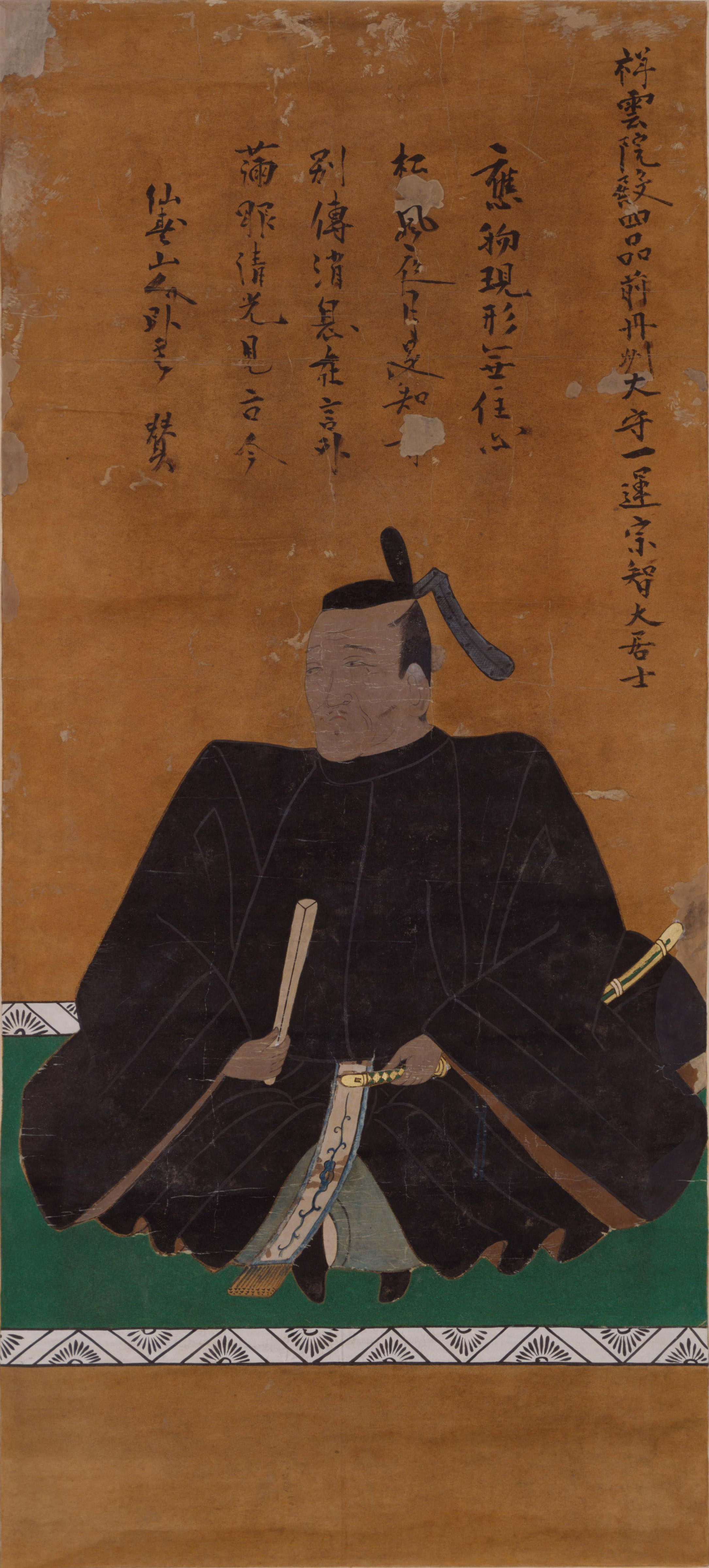
松平康長

慶長6年（1601年）11月、武蔵国東方から松平康長（戸田松平家）が2万石で入る。しかし、白井城が火災で焼失したため、翌慶長7年（1602年）に下総国古河藩へ領地を移された。これにより白井藩は一時廃藩となった。

### 井伊直孝、大名になる

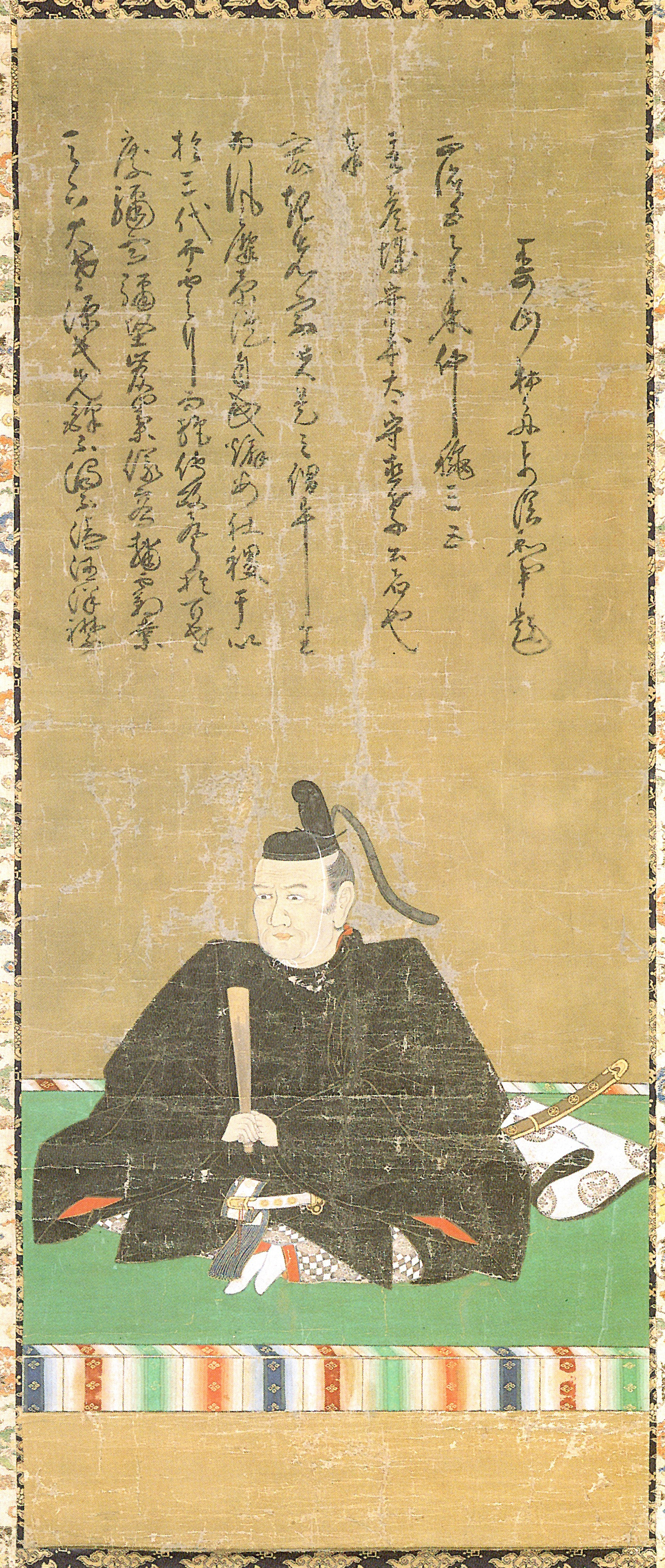
井伊直孝

慶長15年（1610年）、上野国吾妻郡内で5000石を知行していた書院番頭・井伊直孝（井伊直政の次男）は、白井領内で5000石を加増され、合計1万石の大名になった。これによって井伊直孝が白井藩の藩主になったとする見解もあるが、白井藩の再興とするのは疑わしいという見解もあり、書籍によっては井伊直孝を白井藩主に含めないこともある。
当時、井伊家当主・彦根藩18万石の藩主の地位にあったのは直孝の長兄（異母兄）・井伊直勝（当時は直継）であったが、多病であったと伝えられる。大坂の陣において井伊家の軍を率いたのは直孝であった。元和元年（1615年）2月、家康の命令により直孝が井伊家の家督を相続し、彦根藩15万石の藩主となった。なお上野国にあった3万石の所領は直勝に分けられ、直勝は上野国安中藩主となった。

### 西尾忠永と本多紀貞の時代
元和2年（1616年）、西尾忠永が武蔵原市藩から2万石で移され、白井を居所とした。井伊直孝の領国を白井藩と見なさない場合は、これによって白井藩が再立藩されたことになる。しかし、元和4年（1618年）8月、西尾忠永は常陸国土浦藩へ移された。
元和4年（1618年）3月5日、本多紀貞が1万石を与えられて白井に入った。紀貞は本多康重の次男である。紀貞は元和6年（1620年）に幕府の大番頭に任じられている。しかし元和9年（1623年）、紀貞は嗣子なく死去したため、白井藩は廃藩となった。
白井城は破却され、城跡に幕府代官の陣屋が設けられたこともあるが、田畑も作られた。旧白井藩領は幕府領・旗本領として分割された。

## 歴代藩主

### 本多家
譜代 2万石
1. 康重（やすしげ）

### 松平〔戸田〕家
譜代 2万石
1. 康長（やすなが）

### 井伊家
譜代 1万石
1. 直孝（なおたか）

### 西尾家
譜代 2万石
1. 忠永（ただなが）

### 本多家
譜代 1万石
1. 紀貞（のりさだ）

## 領地

### 城下町白井、のちの市場町白井宿
白井は、吾妻川と利根川の合流点にある河岸段丘上という立地にある。白井城は西側の丘の上に築かれ、城下町は「北遠構」「東遠構」と呼ばれる堀によって囲まれて「総曲輪」と呼ばれていた。城下町の西寄りの地域には武士や職人、東側（東遠構の内側）の地域には町人が暮らしていた。
白井城の廃城後、白井町は「城下町」から「市場町」（在郷町）へと変化する。寛永11年（1634年）頃までに、幕府代官・岡上氏の命により、東遠構の内側では南北に走る主要道路に直角に接する短冊形の町割りが行われ、道路の中央には悪水を処理する排水溝を通し（明治期に用水路に転換され「白井堰」と呼ばれる）、道路を拡張するなどの市場町としての利便性を高める整備が行われた。白井は上越国境を越える主要な街道である三国街道（吾妻川対岸の渋川宿を通っていた）からは外れていたものの、沼田街道西通りが通り、吾妻川と利根川の渡河点であり、また草津街道や三国街道との接続点という交通の要衝であった。
元禄の頃には、白井町は上町・中町・下町に分かれて交互に六斎市を開くようになり、活況を呈するようになった。900mを越える町並みが街道沿いに続く形態から、「白井宿」とも呼ばれる。
「白井へ行けばなんでも買える」と謳われ、周辺地域から多くの商人や住民が集まった白井六斎市の繁栄は、明治時代に主要交通路から外れたために市場町としての機能が吾妻川対岸の渋川宿に移ったことで終焉を迎えた。幕末から明治期に数度の大火にも見舞われているが、古い町並みのたたずまいを残している。

## 備考
- 最後の藩主となった本多紀貞は、祖父・本多広孝と同じ源空寺に葬られた[16]。白井藩の廃藩後、本多家の人々の菩提を弔う者はいなくなったというが、正徳5年（1715年）の広孝120回忌に際して、紀貞の兄・本多康紀の子孫である信濃飯山藩主・本多助芳が墓所を整備し、墓碑・墓塔を建立した[3]。源空寺の「本多氏の墓」（本多広孝夫妻および本多紀貞の墓）は、渋川市指定史跡となっている[3]。
- 白井藩主本多氏は、天狗岩用水開削についての伝承に登場する。天狗岩用水は総社藩主・秋元長朝が自領内の灌漑を目的として利根川から水を引いた用水路で[18]、その取水口は白井藩領の漆原村（現在の北群馬郡吉岡町漆原）に設けられた[18][19][注釈 7]。総社において長朝は名君と称えられている[21]。総社において伝えられるところによれば、慶長6年（1601年）に総社藩主[注釈 8]秋元長朝は用水路開削の計画を立て、高崎藩主の井伊氏に仲介を依頼して、白井藩主の本多氏と交渉を行った[18]。協議を重ねたすえに漆原村に取水口を設けることが認められ、慶長7年（1602年）春に用水工事に着工したという[18]。「天狗岩用水」の名は、取水口工事の際に巨石を取り除くのを天狗が助けたという伝説による[21]。用水の完成は慶長9年（1604年）である[19]。ただし、伝承に登場する大名の動向には齟齬もある[注釈 9]。